# Роберт Йокл
Робърт Ханс Йокл (на чешки: Robert Hans Jokl) е чешко-американски психоаналитик, ученик на Зигмунд Фройд.

## Биография
Роден е през 1890 година в Прага, Австро-Унгарска империя (днес Чехия). В Университета Карл Фердинанд в Прага първоначално учи морска биология и философия, но после посещава медицинското училище на същия университет, където получава медицинската си степен през 1915 г. След като работи като асистент-лекар в департамента по медицина, той е назначен за сменящ се асистент в клиниката Бургхьолцли в Цюрих, където започва неврологичното си обучение. Там научава за Фройд, от когото е анализиран през 1919 г. за повече от два месеца. През 1922 става член на Виенското психоаналитично общество. Йокл е и супервайзер на Рихард Стерба.
През 1938 г. заминава за Швейцария, а след това и във Франция. След германското нашествие е арестуван и пратен в концлагер, където работи като лекар. Завръща се в Австрия през 1946 г. и заедно с Август Айхорн се опитва да възстанови Виенското психоаналитично общество. Година по-късно заминава за САЩ, където става обучаващ аналитик в Психоаналитичния институт в Топека. После заминава за Лос Анджелис, където умира през 1975 година на 85-годишна възраст.